# Cur Natan
Cur Natan (hebr. צור נתן) – moszaw położony w samorządzie regionu Derom ha-Szaron, w Dystrykcie Centralnym, w Izraelu. Założony w 1966 roku.
Leży przy granicy terytorium Autonomii Palestyńskiej.